# Jan Skarbowski
Jan Wincenty Skarbowski (ur. 15 marca 1939 w Nadolanach, zm. 25 maja 2017) – polski inżynier mechanik, nauczyciel, działacz partyjny.

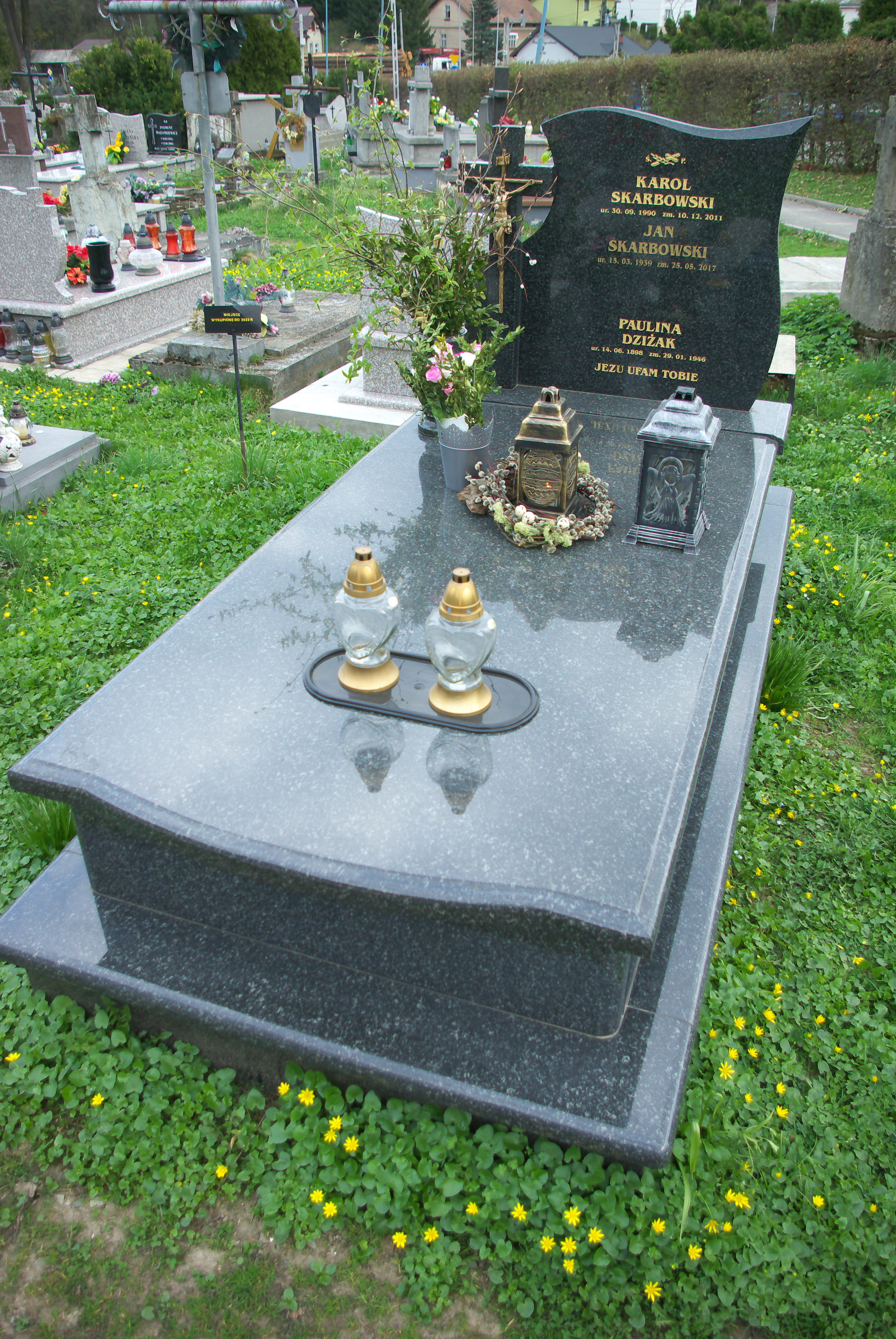
Nagrobek Jana Skarbowskiego

## Życiorys
Urodził się 15 marca 1939 jako syn Pawła i Leonii z domu Jakubowskiej. W 1957 ukończył Zespół Szkół Mechanicznych w Sanoku uzyskując tytuł technika mechanika w specjalności budowa samochodów. W 1962 został absolwentem Wydziału Mechanicznego Politechniki Krakowskiej o specjalności budowy samochodów i ciągników z tytułem magistra inżyniera. W 1962 został zatrudniony w Fabryce Wagonów w Sanoku (późniejsza Sanocka Fabryka Autobusów „Autosan”) na stanowisku konstruktora. Później był kierownikiem prób i badań, zastępcą głównego konstruktora, kierownikiem działu badań, kierownikiem działu obsługi technicznej, pełnomocnikiem dyrektora ds. zakładu w Zasławiu, głównym specjalistą ds. zakładu w Zasławiu, dyrektorem zespołu szkół zawodowych SFA. Na przełomie lat 70. i 80. pracował na stanowisku głównego specjalisty ds. badań i prototypów. 9 czerwca 1981 został mianowany zastępcą dyrektora ds. technicznych Autosanu.
Został działaczem PZPR, do której wstąpił w 1963. Był przewodniczącym zakładowego koła SIMP, przewodniczącym Rady Robotniczej, zastępcą przewodniczącego Rady Zakładowej. 8 maja 1981 został wybrany członkiem Komitetu Zakładowego PZPR. W tym samym czasie został wybrany delegatem partii na IX Zjazd Nadzwyczajny Zjazd PZPR w 1981. W dniach 17-18 czerwca 1981 został wybrany członkiem Komitetu Wojewódzkiego PZPR w Krośnie. Był członkiem Miejskiego Komitetu Frontu Jedności Narodu w Sanoku. W latach 80. zasiadał w Wojewódzkiej Komisji Kontrolno-Rewizyjnej przy Komitecie Wojewódzkim PZPR w Krośnie. Działał w kolegium redakcyjnym „Gazety Sanockiej – Autosan”.
Po wyodrębnieniu nowej placówki z macierzystych szkół mechanicznych w Sanoku pełnił funkcję dyrektora Zespołu Szkół Zawodowych SFA od 29 sierpnia 1974 do 31 sierpnia 1980. Pod koniec lat 80. pozostawał nauczycielem w szkole wykładając rysunek zawodowy i konstrukcje spawane oraz pełniąc funkcję dyrektora Ośrodka Szkolenia i Doskonalenia Kadr SFA. W niepełnym etacie nauczał w szkole w latach 90., ucząc matematyki.
W wyborach samorządowych w 1998 bez powodzenia kandydował do Rady Miasta Sanoka z listy Sojuszu Lewicy Demokratycznej. W 2005 zasiadł w radzie nadzorczej  Fundacji Zdrowia na Rzecz Szpitala w Sanoku przy ul. 800-lecia.
Zmarł 25 maja 2017 i został pochowany na Cmentarzu Centralnym w Sanoku.

## Odznaczenia
- Krzyż Kawalerski Orderu Odrodzenia Polski (1982)[22][23]
- Złoty Krzyż Zasługi (1975)[24]
- Brązowy Krzyż Zasługi (1970)[25]
- Srebrna odznaka „Zasłużony Działacz Związku Zawodowego Metalowców” (1977)[26].
- Odznaka „Zasłużony dla Sanockiej Fabryki Autobusów” (1977)[26]
- Dyplom „Zasłużony dla Polskiego Przemysłu Maszynowego” (1979)[27]